# Comisar al poporului
Din 1919 până în 1946, funcțiile de miniștri în guvernul Rusiei și, mai apoi, în acela al Uniunii Sovietice, au fost îndeplinte de Comisari ai Poporului (în rusa narodnîi comisar, prescurtat narkom). Un minister era numit Comisariat al poporului (narkomat), iar guvernul din care făcea parte era Soviet al Comisarilor Poporului (Sovnarkom). 
Comuniștii voiau să formeze un guvern al muncitorilor și țăranilor. În mod tradițional, un guvern era un consiliu de miniștri numit de rege sau de președinte după câștigarea  alegerilor parlamentare. Aceasta a fost considerată o instituție burgheză, care nu se potrivea noii realități sovietice. Nu exista președinte sau parlament. Revoluția dăduse puterea sovietelor locale ale muncitorilor, soldaților și țăranilor. Al doilea Congres al Sovietelor din întreaga Rusie (1917) a introdus noțiunea și a ales Sovietul Comisarilor Poporului, care urma să conducă Rusia în numele poporului muncitor. Președintele Sovietului Comisarilor Poporului era de asemenea ales de Congresul Sovietelor, având o funcție echivalentă cu cea de prim-ministru. Primul Președinte al Sovnarkomului a fost Vladimir Ilici Lenin.  
În 1946, narkom a fost redenumit minister ca parte a reorganizării Sovnarkomului, redenumit la rândul lui Sovmin.

## Articole înrudite
- Comisar
- Comisar politic
- Sovnarkom